# Хасан Пріштіна
Хаса́н Прішті́на (справжнє ім'я Хасан Беріша; 1873, Вуштрі, Косово, Османська імперія — 1933) — албанський політик, Прем'єр-міністр Албанії у грудні 1921 року.

## Біографія
Хасан вивчав політологію та право у Стамбулі. Він змінив своє прізвище на Пріштіна, коли був обраний членом Турецького національного парламенту.
Після того як османський уряд не дотримався обіцянок щодо надання певних прав і свобод албанцям, Хасан Пріштіна разом із деякими іншими албанськими інтелектуалами започаткували Албанський національний рух. Разом із Ісою Болетіні та Байрамом Куррі дали поштовх розвитку Албанського національного руху у Косовому.
У 1913 році він зайняв пост в уряді Ісмаїла Кемалі.
У 1921 році він очолив Албанський уряд, але через суперечності, які він мав із Ахметом Зогу, довго на цьому посту він не затримався. Після цього він продовжив свою діяльність у парламенті.
Останні роки життя Хасан Пріштіна провів у в'язниці у Белграді. Його було вбито у Фессалоніках у 1933 році.